# Gambische Basketballnationalmannschaft
Die gambische Basketballnationalmannschaft repräsentiert Gambia bei Basketball-Länderspielen der Herren. Ihr größter Erfolg war die Teilnahme und das Erreichen des 9. Platzes bei der Basketball-Afrikameisterschaft 1978.
In der FIBA-Weltrangliste wird die Mannschaft zurzeit nicht aufgeführt, in der Weltrangliste war die Mannschaft in der Saison 1997/1998 auf dem 83. Rang.

## Abschneiden bei internationalen Turnieren
Basketball-Afrikameisterschaft
- 1962 bis 1975 – nicht qualifiziert bzw. nicht teilgenommen
- 1978 – 9. Platz
- seit 1980: nicht mehr qualifiziert